# Пламмер, Кристофер
Артур Кристофер Орм Пламмер (англ. Arthur Christopher Orme Plummer; 13 декабря 1929, Торонто — 5 февраля 2021, Уэстон, Коннектикут) — канадский актёр театра, кино и телевидения.
Двукратный лауреат премий «Эмми» (1977, 1994) и «Тони» (1974, 1997), лауреат премии Гильдии киноактёров США (2012), премий «Оскар» (2012), BAFTA (2012), «Золотой глобус» (2012) и «Независимый дух» (2012).
Наиболее известен по участию в фильмах «Звуки музыки», «Возвращение Розовой пантеры», «12 обезьян», «Свой человек», «Игры разума», «Сокровище нации», «Воображариум доктора Парнаса», «Последнее воскресение», «Начинающие», «Девушка с татуировкой дракона» и «Все деньги мира».

## Биография
Кристофер Пламмер родился в Торонто в семье Марии и Джона Пламмер. Его прадедом по материнской линии был премьер-министр Канады сэр Джон Эббот. Поскольку вскоре после его рождения семья распалась, он жил у матери в доме Абботов рядом с Монреалем. В детстве он всерьёз занимался музыкой и собирался стать пианистом, но увлёкся театром и стал участвовать в школьных спектаклях. Для того, чтобы набраться опыта, Пламмер колесил по Канаде с труппой Канадского репертуарного театра.
В 1954 году получил свою первую серьёзную роль в нью-йоркской постановке пьесы Сомерсета Моэма «Верная жена». За свою долгую театральную карьеру Пламмер сыграл множество классических ролей, таких, как мистер Дарси (школьная постановка «Гордости и предубеждения»), Марк Антоний («Юлий Цезарь»; 1955 и 1967), Фердинанд («Буря»; 1955), Генрих V («Генрих V»; 1956 и 1981), Гамлет («Гамлет, принц датский») и многие другие.

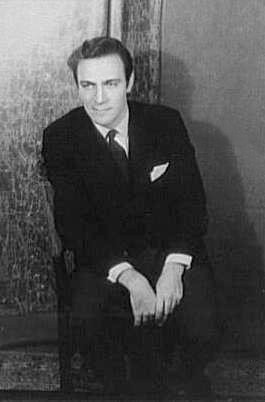
Кристофер Пламмер в 1959 году, фотография Карла Ван Вехтена

В 1970 году Кристофер Пламмер исполнил роль герцога Артура Веллингтона в масштабной исторической драме Сергея Бондарчука «Ватерлоо».
За роль Льва Толстого в фильме «Последнее воскресение» (2009) Кристофер Пламмер номинировался на премии «Оскар» и «Золотой глобус», но проиграл Кристофу Вальцу.
Перевоплощение в 75-летнего гомосексуала Хэла, умирающего от рака, в трагикомедии «Начинающие» (2010) принесло Пламмеру первые статуэтки премий «Оскар», «Золотой глобус», «Независимый дух» и BAFTA.
Кристофер Пламмер умер 5 февраля 2021 года на 92-м году жизни в своём доме в городе Уэстон (штат Коннектикут) от последствий падения двумя неделями ранее. В момент смерти рядом с ним находилась его супруга Элейн Тейлор, с которой актёр прожил в браке более 50 лет.

### Личная жизнь
Кристофер Пламмер был женат три раза:
Первая жена Тэмми Граймс, актриса (1956—1960); дочь Аманда.
Вторая жена Патрисия Льюис (1962—1967), журналистка.
Третья жена Элейн Тейлор, актриса (1970—2021).
В ноябре 2008 года Пламмер издал книгу мемуаров «Вопреки себе».

## Фильмография
| Год  | Название                              | Оригинальное название                  | Роль                                                             |
| ---- | ------------------------------------- | -------------------------------------- | ---------------------------------------------------------------- |
| 1958 | Очарованная сценой                    | Stage Struck                           | Джо Шеридан                                                      |
| 1962 | Сирано де Бержерак                    | Cyrano de Bergerac                     | Сирано де Бержерак                                               |
| 1964 | Падение Римской империи               | The Fall of the Roman Empire           | Коммод                                                           |
| 1965 | Звуки музыки                          | The Sound of Music                     | капитан Георг фон Трапп                                          |
| 1966 | Внутренний мир Дэйзи Кловер           | Inside Daisy Clover                    | Реймонд Свон                                                     |
| 1966 | Тройной крест                         | Triple Cross                           | Эдди Чапмэн                                                      |
| 1967 | Ночь генералов                        | The Night of the Generals              | Эрвин Роммель                                                    |
| 1970 | Ватерлоо                              | Waterloo                               | Артур Веллингтон                                                 |
| 1975 | Возвращение Розовой пантеры           | The Return of the Pink Panther         | Сэр Чарльз Литтон                                                |
| 1975 | Покушение в Сараево                   | Sarajevský atentát                     | эрцгерцог Франц Фердинанд, наследник австро-венгерского престола |
| 1975 | Человек, который хотел быть королём   | The Man Who Would Be King              | Редьярд Киплинг                                                  |
| 1976 | Асы в небе                            | Aces High                              | Капитан «Дядя» Синклер                                           |
| 1977 | Иисус из Назарета                     | Jesus of Nazareth                      | Ирод Антипа                                                      |
| 1979 | Где-то во времени                     | Somewhere in Time                      | Уильям Робинсон                                                  |
| 1979 | Убийство по приказу                   | Murder by Decree                       | Шерлок Холмс                                                     |
| 1979 | Столкновение звёзд                    | Starcrash                              | Император                                                        |
| 1979 | Ганновер-стрит                        | Hanover Street                         | Пол Селлингер                                                    |
| 1981 | Дилетант                              | The Amateur                            | Профессор Лакос                                                  |
| 1983 | Алое и чёрное                         | The Scarlet and the Black              | Полковник Герберт Капплер                                        |
| 1983 | Поющие в терновнике                   | The Thorn Birds                        | Архиепископ Витторио ди Контини-Верчезе                          |
| 1984 | Бегство от сна                        | Dreamscape                             | Боб Блейр                                                        |
| 1984 | Горе невинным                         | Ordeal by Innocence                    | Лео Орджайл                                                      |
| 1986 | Американский хвост                    | An American Tail                       | голос Генри                                                      |
| 1986 | Перекрёстки                           | Crossings                              | Путешественник                                                   |
| 1987 | Сети зла                              | Dragnet                                | Преподобный Джонатан Вайрлей                                     |
| 1990 | Призрак в Монте-Карло                 | A Ghost in Monte-Carlo                 | Великий князь Иван                                               |
| 1990 | Дом там, где сердце                   | Where the Heart Is                     | Музыкант Шитти                                                   |
| 1991 | Огненная голова                       | Firehead                               | Col. Garland Vaughn                                              |
| 1991 | Молодая Екатерина                     | Young Catherine                        | Сэр Чарльз Хэнбери-Уильямс                                       |
| 1991 | Звёздный путь 6: Неоткрытая страна    | Star Trek VI: The Undiscovered Country | Генерал Чанг                                                     |
| 1992 | Рок-кукареку                          | Rock-a-Doodle                          | голос Гранд Дьюка                                                |
| 1992 | В круге первом                        | The First Circle                       | Виктор Абакумов                                                  |
| 1992 | Малколм Икс                           | Malcolm X                              | Капеллан Гилл                                                    |
| 1994 | Волк                                  | Wolf                                   | Реймонд Алдер                                                    |
| 1995 | Долорес Клэйборн                      | Dolores Claiborne                      | Детектив Джон Маккей                                             |
| 1995 | Харрисон Бержерон                     | Harrison Bergeron                      | Джон Клэксон                                                     |
| 1995 | 12 обезьян                            | Twelve Monkeys                         | Доктор Гоинс                                                     |
| 1998 | Маска призрака                        | The Clown at Midnight                  | мистер Карутерс                                                  |
| 1999 | Свой человек                          | The Insider                            | Майк Уаллейс                                                     |
| 2000 | Нюрнберг                              | Nuremberg                              | сэр Дэвид Максвелл-Файф                                          |
| 2000 | Американская трагедия                 | American Tragedy                       | Ф. Ли Бэйли                                                      |
| 2000 | Дракула 2000                          | Dracula 2000                           | Мэттью/Абрахам Ван Хельсинг                                      |
| 2001 | Игры разума                           | A Beautiful Mind                       | Доктор Роузен                                                    |
| 2002 | Николас Никлби                        | Nicholas Nickleby                      | Ральф Никльби                                                    |
| 2002 | Арарат                                | Ararat                                 | Давид                                                            |
| 2004 | Сокровище нации                       | National Treasure                      | Джон Адамс Гейтс                                                 |
| 2004 | Александр                             | Alexander                              | Аристотель                                                       |
| 2005 | Любовь к собакам обязательна          | Must love dogs                         | Билл Нолан                                                       |
| 2005 | Сириана                               | Syriana                                | Дэн Вайтинг                                                      |
| 2005 | Новый Свет                            | The New World                          | Капитан Ньюпорт                                                  |
| 2006 | Не пойман — не вор                    | Inside Man                             | Артур Кейс                                                       |
| 2006 | Дом у озера                           | The Lake House                         | Саймон Уайлер                                                    |
| 2009 | Воображариум доктора Парнаса          | The Imaginarium of Doctor Parnassus    | Доктор Парнас                                                    |
| 2009 | Последнее воскресение                 | The Last Station                       | Лев Толстой                                                      |
| 2009 | Вверх                                 | Up                                     | Чарльз Ф. Манц (озвучивание)                                     |
| 2010 | Начинающие                            | Beginners                              | Хэл                                                              |
| 2011 | Пастырь                               | Priest                                 | монсеньор Орелэс                                                 |
| 2011 | Девушка с татуировкой дракона         | The Girl with the Dragon Tattoo        | Хенрик Вангер                                                    |
| 2013 | Главный бой Мухаммеда Али             | Muhammad Ali’s Greatest Fight          | Джон Харлан                                                      |
| 2014 | Эльза и Фред                          | Elsa & Fred                            | Фред Баркрофт                                                    |
| 2014 | Путешествие Гектора в поисках счастья | Hector and the Search for Happiness    | профессор Корман                                                 |
| 2014 | Фальсификатор                         | The Forger                             | Джозеф Каттер                                                    |
| 2014 | Второй шанс                           | Danny Collins                          | Фрэнк Грудмэн                                                    |
| 2015 | Помнить                               | Remember                               | Зев Гуттман / настоящий Отто Валиш                               |
| 2016 | Исключение                            | Exception                              | Кайзер Вильгельм II                                              |
| 2017 | Все деньги мира                       | All The Money In The World             | Жан Пол Гетти                                                    |
| 2017 | Человек, который изобрёл Рождество    | The Man Who Invented Christmas         | Эбенезер Скрудж                                                  |
| 2018 | Границы                               | Boundaries                             | Джек                                                             |
| 2019 | Отчаянный ход                         | The Last Full Measure                  | Фрэнк Питсенбаргер                                               |
| 2019 | Достать ножи                          | Knives Out                             | Харлан Тромби                                                    |
| 2023 | Чарли и фантастическая четвёрка       | Heroes of the Golden Mask              | Риццо                                                            |

## Награды и номинации
| Награда                        | Год  | Категория                                                             | Фильм/Телесериал/Постановка             | Результат |
| ------------------------------ | ---- | --------------------------------------------------------------------- | --------------------------------------- | --------- |
| Оскар                          | 2010 | Лучший актёр второго плана                                            | Последнее воскресение                   | Номинация |
| Оскар                          | 2012 | Лучший актёр второго плана                                            | Начинающие                              | Победа    |
| Оскар                          | 2018 | Лучший актёр второго плана                                            | Все деньги мира                         | Номинация |
| BAFTA                          | 2012 | Лучшая мужская роль второго плана                                     | Начинающие                              | Победа    |
| BAFTA                          | 2018 | Лучшая мужская роль второго плана                                     | Все деньги мира                         | Номинация |
| Золотой глобус                 | 2001 | Лучший актёр второго плана в телесериале, мини-сериале или телефильме | Американская трагедия                   | Номинация |
| Золотой глобус                 | 2010 | Лучший актёр второго плана                                            | Последнее воскресение                   | Номинация |
| Золотой глобус                 | 2012 | Лучший актёр второго плана                                            | Начинающие                              | Победа    |
| Золотой глобус                 | 2018 | Лучший актёр второго плана                                            | Все деньги мира                         | Номинация |
| Эмми                           | 1959 | Лучшая мужская роль в мини-сериале или фильме                         | Крошечная луна в Альбане                | Номинация |
| Эмми                           | 1966 | Лучшая мужская роль в мини-сериале или фильме                         | Гамлет в Эльсиноре                      | Номинация |
| Эмми                           | 1977 | Лучшая мужская роль в мини-сериале или фильме                         | Менялы                                  | Победа    |
| Эмми                           | 1983 | Лучшая мужская роль второго плана в мини-сериале или фильме           | Поющие в терновнике                     | Номинация |
| Эмми                           | 1994 | Лучшее озвучивание                                                    | Мэделин                                 | Победа    |
| Эмми                           | 2005 | Лучшая мужская роль второго плана в мини-сериале или фильме           | Отцы наши                               | Номинация |
| Эмми                           | 2011 | Лучшее озвучивание                                                    | История Голливуда: Магнаты и кинозвёзды | Номинация |
| Премия Гильдии киноактёров США | 2006 | Лучшая мужская роль в телефильме или мини-сериале                     | Отцы наши                               | Номинация |
| Премия Гильдии киноактёров США | 2010 | Лучшая мужская роль второго плана                                     | Последнее воскресение                   | Номинация |
| Премия Гильдии киноактёров США | 2012 | Лучшая мужская роль второго плана                                     | Начинающие                              | Победа    |
| Тони                           | 1959 | Лучшая мужская роль в пьесе                                           | J. B.                                   | Номинация |
| Тони                           | 1974 | Лучшая мужская роль в мюзикле                                         | Сирано                                  | Победа    |
| Тони                           | 1982 | Лучшая мужская роль в пьесе                                           | Отелло                                  | Номинация |
| Тони                           | 1994 | Лучшая мужская роль в пьесе                                           | Ничья земля                             | Номинация |
| Тони                           | 1997 | Лучшая мужская роль в пьесе                                           | Бэрримор                                | Победа    |
| Тони                           | 2004 | Лучшая мужская роль в пьесе                                           | Король Лир                              | Номинация |
| Тони                           | 2007 | Лучшая мужская роль в пьесе                                           | Пожнёшь бурю                            | Номинация |